# Beclabuvir
Beclabuvir (còn được biết đến với tên nghiên cứu BMS-791325 ; viết tắt BCV) là một loại thuốc chống vi-rút để điều trị nhiễm vi-rút viêm gan C (HCV) đã được nghiên cứu trong các thử nghiệm lâm sàng. Vào tháng 2 năm 2017, Bristol-Myers Squibb đã bắt đầu tài trợ cho một thử nghiệm sau tiếp thị của beclabuvir, kết hợp với asunaprevir và daclatasvir, để nghiên cứu hồ sơ an toàn của sự kết hợp liên quan đến chức năng gan.  Từ tháng 2 năm 2014 đến tháng 11 năm 2016, một thử nghiệm lâm sàng giai đoạn II đã được thực hiện trên sự kết hợp của asunaprevir/daclatasvir/beclabuvir (beclabuvir được gọi là BMS-791325 trong thử nghiệm) trên bệnh nhân nhiễm cả HIV và HCV.  . Hơn nữa, một phân tích tổng hợp gần đây của sáu thử nghiệm lâm sàng được công bố cho thấy tỷ lệ đáp ứng cao ở bệnh nhân nhiễm HCV genotype 1 được điều trị bằng daclatasvir, asunaprevir và beclabuvir bất kể sử dụng ribavirin, điều trị bằng interferon trước đó, hoặc hạn chế trên bệnh nhân không điều trị bằng interferon kiểu gen, hoặc các biến thể liên quan đến kháng thuốc cơ bản 

## Dược lý
Beclabuvir hoạt động như một chất ức chế NS5B (RNA polymerase).